# Gerrhonotus mccoyi
Gerrhonotus mccoyi — вид ящірок з родини веретільницевих (Anguidae).

## Етимологія
Вид названо на честь американського герпетолога Кларенса Джона Маккоя за його вагомий внесок у вивчення земноводних та плазунів Північної Мексики.

## Поширення
Населяє пустелі на півночі Мексики у штаті Коауїла.